# Вулиця Бориса Лятошинського (Житомир)
Вулиця Бориса Лятошинського — вулиця у Корольовському районі міста Житомира. 

## Характеристики
Розташована у центральній частині міста, в Старому місті. Бере початок від Михайлівської вулиці, прямує на північний схід та завершується перехрестям з вулицею Небесної Сотні.  

### Забудова
Забудова вулиці представлена багатоквартирними будинками від трьох до п'яти поверхів (1940 —1970-х рр. побудови) та громадськими будівлями, у тому числі побудови другої половини ХІХ ст.

#### Пам'ятки архітектури місцевого значення:[2]
- № 1/8 — будинок Г.І.Трибеля. Побудований наприкінці ХІХ століття як прибутковий у стилі неоготики. З 1928 по 1934 у розташованих в будинку редакціях газет «Робітник» та «Радянська Волинь» працював Іван Кочерга.[3]
- № 5 — будівля банку. Побудована в 1875 році в стилі неоренесансу.[4] Тут розміщувався Державний банк. В роки німецької окупації селянський (іпотечний) банк.[5]

#### Будівлі-пам'ятки історії:[2]
- № 14 — будинок трудової школи № 23, в якій навчався М.І.Очерет — Герой Радянського Союзу. Побудований в 1864 році в стилі класицизму для чоловічого духовного училища. Зазнав руйнації під час Другої світової війни. Відновлений в 1950 році.[6].
- № 16 — будинок, в якому працював Василь Земляк — український письменник. 1939 року побудови. Зазнав часткової руйнації під час Другої світової війни. Відновлений в 1946 році.[7]

Пам'ятки монументального мистецтва:
- Пам’ятник Б.М. Лятошинському – українському композитору — між будинками № 5 та № 9. Встановлений в 1995 році на місці знесеного раніше садибного будинку родини Лятошинських, в якому народився Борис Лятошинський.[8]

#### Заклади й установи
- Бізнес-центр «Дім Трибеля» — № 1/8;
- Ліцей № 23 міста Житомира ім. М. Очерета — № 14;
- Поштове відділення № 27 поштового оператора «Нова Пошта» — № 18.

## Історичні відомості

### Історія назви
До 1990 року вулиця являла собою початок Гоголівської вулиці. У 1990 році вулицю виокремлено зі складу Гоголівської вулиці та названо іменем Бориса Лятошинського, на честь композитора, музичного педагога і професора, уродженця вулиці.     
До 1901 року мала назву Миловська. Паралельно у документах у 1860-х роках вживалася назва Саратовська. В період німецької окупації тимчасово називалася Селянською вулицею.     

### Історія формування вулиці
Вулиця виникла у 1860-х роках внаслідок реалізації генеральних планів міста середини ХІХ століття. Вулиця проєктувалася на тодішній східній околиці забудованих земель міста. Проєктна траса вулиці перетинала існуючу садибну забудову провулка Кудрявцева.     
Станом на 1879 рік траса вулиці сформована. Забудова вулиці здійснювалася упродовж другої половини ХІХ століття. Первинна забудова вулиці переважно сформувалася до початку ХХ століття, здебільшого представлена одноповерховими садибними житловими будинками, а також окремими громадськими будівлями. У 1950-х — 1960-х роках вздовж вулиці здійснювалося будівництво 3-5-поверхових багатоквартирних житлових будинків.